# Eppingen
Eppingen (tiếng Đức: [ˈɛpɪŋən] ⓘ) là một thị trấn nằm ở huyện Heilbronn thuộc bang Baden-Württemberg, miền nam nước Đức. Nơi đây nằm trên vùng núi Kraichgau, gần hợp lưu của hai con sông Elsenz và Hilsbach. Thị trấn này có diện tích 88,58 km², dân số thời điểm 31 tháng 12 năm 2020 là 22.024 người. Thị trấn có số dân đông thứ hai trong huyện.

## Dân số
| Năm    | Số dân |
| ------ | ------ |
| 1778   | 1.570  |
| 1809   | 2.320  |
| 1825   | 2.750  |
| 1852   | 3.266  |
| 1871   | 3.337  |
| 1880 ¹ | 3.621  |
| 1890 ¹ | 3.546  |
| 1900 ¹ | 3.467  |
| 1910 ¹ | 3.402  |
| 1919 ¹ | 3.372  |
| 1925 ¹ | 3.389  |
| 1933 ¹ | 3.506  |

| Năm    | Số dân |
| ------ | ------ |
| 1939 ¹ | 3.416  |
| 1945   | 3.863  |
| 1950 ¹ | 4.891  |
| 1961 ¹ | 5.501  |
| 1970 ¹ | 6.708  |
| 1975   | 14.870 |
| 1980   | 14.833 |
| 1987 ¹ | 15.462 |
| 1990   | 16.418 |
| 1995   | 18.688 |
| 2000   | 20.257 |
| 2004   | 21.017 |

## Thị trưởng
- 1808-1813: Heinrich Jakob Raußmüller
- 1813-1816: Carl Morano
- 1816-1831: Ludwig Lother
- 1831-1844: Friedrich Hochstetter
- 1844-1847: Johann Ludwig Raußmüller
- 1847-1859: Wilhelm Lother
- 1859-1866: Gustav Hochstetter
- 1866-1870: Ludwig Lother
- 1870-1878: Heinrich Raußmüller
- 1878-1890: Paul Bentel
- 1890-1894: Heinrich Schmelcher
- 1894-1903: Philipp Vielhauer
- 1903-1933: Albert Wirth
- 1933-1937: Karl Doll
- 1937-1945: Karl Zutavern
- 1945-1948: Jakob Dörr
- 1948-1966: Karl Thomä
- 1966-1980: Rüdiger Peuckert
- 1980-2004: Erich Pretz
- 2004–: Klaus Holaschke

## Địa phương kết nghĩa
- Wassy, Haute-Marne, Pháp từ năm 1967
- Epping, Essex, Vương quốc Anh từ năm 1981[2]
- Szigetvár, Baranya, Hungary từ năm 1992